# 国吉佑樹
国吉 佑樹（くによし ゆうき、1991年9月24日 - ）は、大阪府枚方市出身のプロ野球選手（投手）。右投右打。千葉ロッテマリーンズ所属。

## 経歴

### プロ入り前
小学校2年生のときに軟式野球の桜丘北ウインズで野球を始め、中学生時代はボーイズリーグの名門オール枚方に所属した。
熊本県の秀岳館高校へ進学すると、2年春からベンチ入り。ただ、同期には1学年上の代からエースを務めていた梅田広久がおり、3年夏の熊本大会では背番号11で全4試合に登板したが、必由館との準々決勝に敗れた。甲子園出場経験はなし。
2009年10月26日に開催されたドラフト会議にて、横浜ベイスターズから育成1位指名を受けた。11月17日に支度金200万円・年俸240万円（金額はともに推定）で育成選手契約を結んだ。背番号は111。

### 横浜・DeNA時代

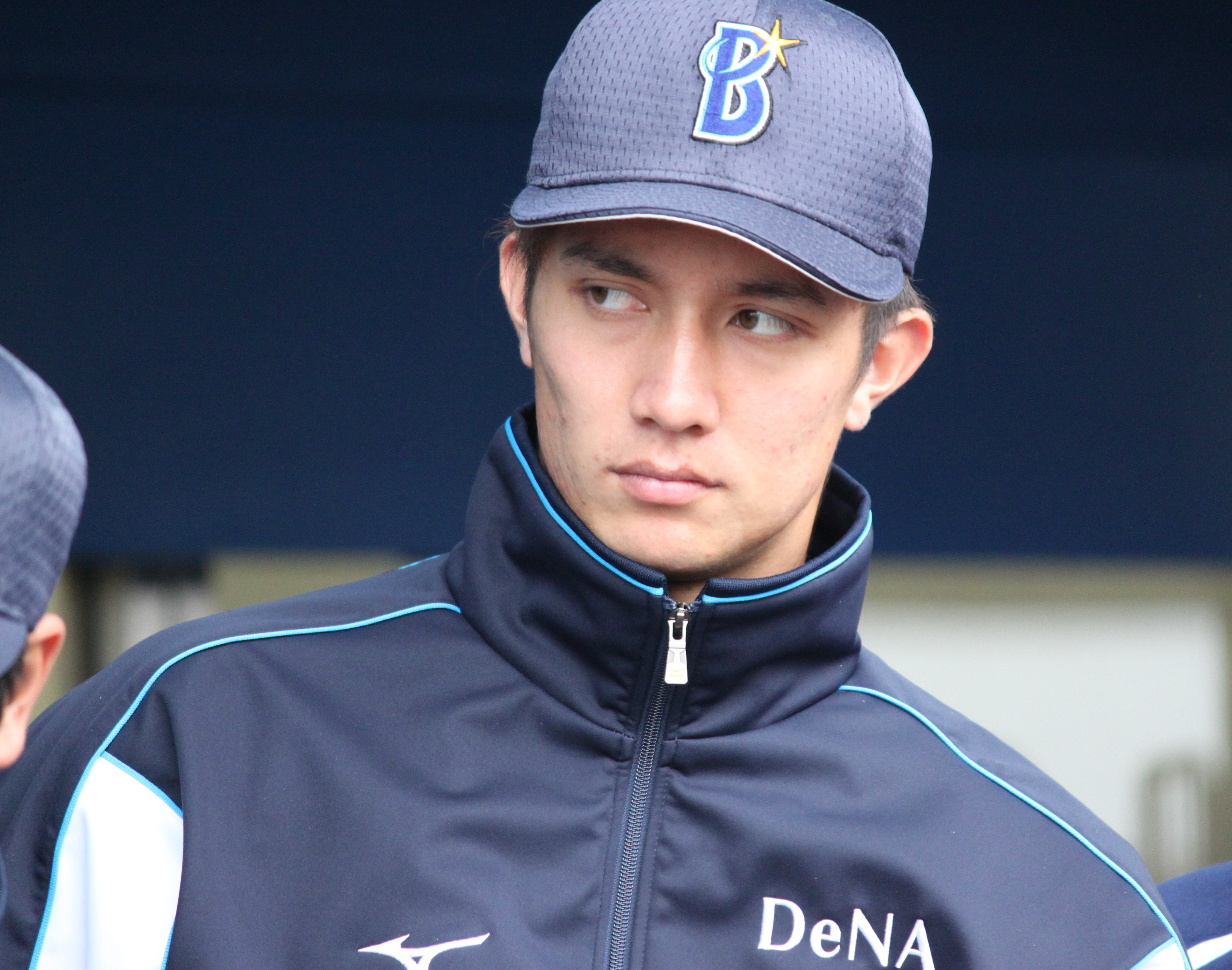
2012年11月23日 横浜スタジアムにて

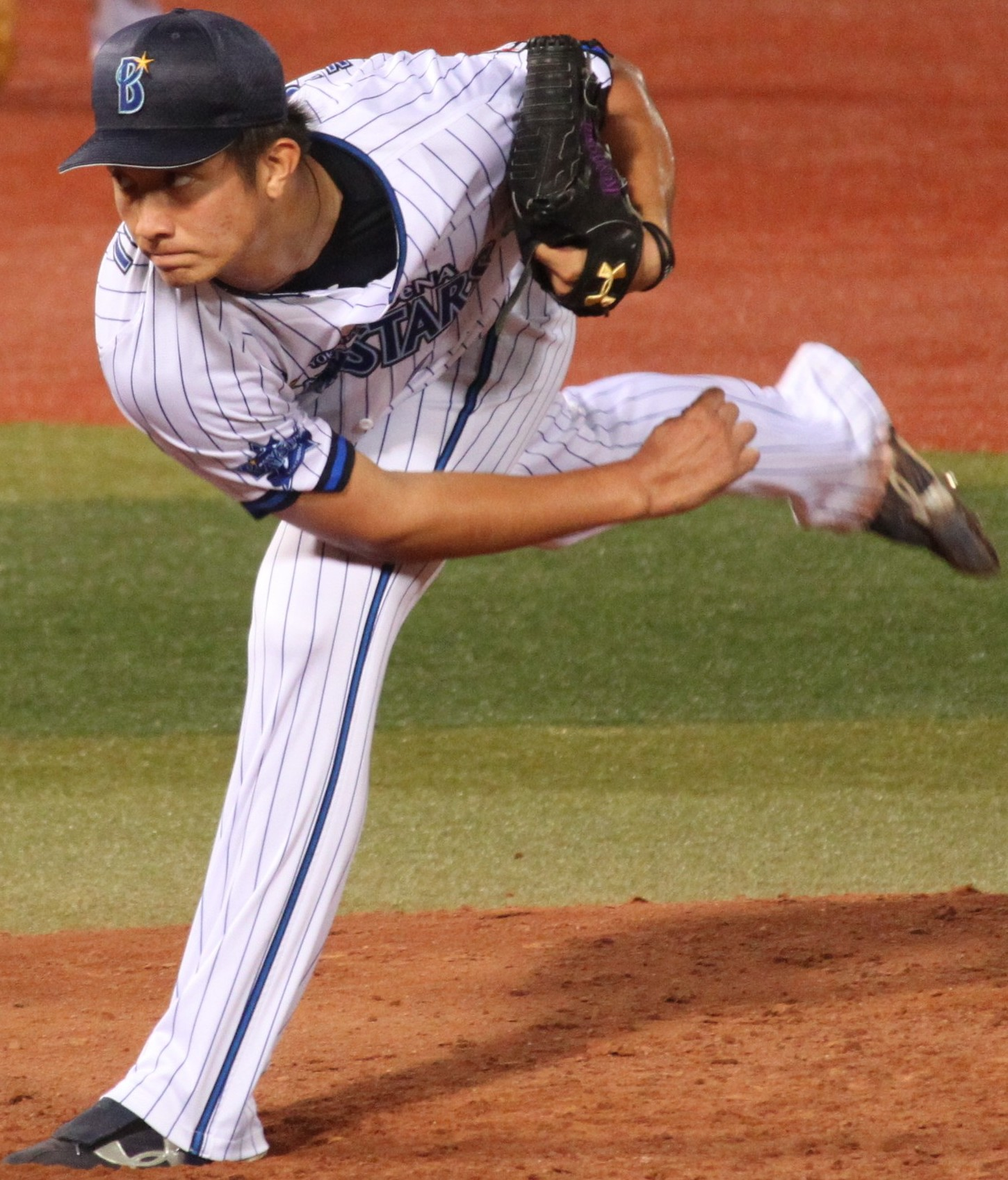
DeNA時代（2013年）

2010年は5月9日の二軍戦で公式戦デビュー。ただ、8月25日の二軍戦での登板後、「試合で投げて次の日、起きたら肩を上げると痛いという感じだった。最初はそのうち治るだろうと我慢して普通に練習に入っていたのだけど、あまりにも投げることができずに痛いのがばれてストップがかかった」と右肩痛を発症し、その後の実戦登板はなく、この年はイースタン・リーグで5試合の登板にとどまった。
2011年、春季キャンプ明けには問題なく投球できるまでに右肩の状態が回復し、5月には二軍で先発ローテーションの一角に食い込み、7月29日に支配下選手登録された。背番号は65、推定年俸は500万円。イースタン・リーグでは8試合の登板で防御率1.69を記録すると、8月19日からの3連戦での一軍先発が見込まれていたが、雨天中止もあり、同27日の中日ドラゴンズ戦でプロ初登板初先発。初回に無死満塁のピンチを招いて2点を失い、その後は無失点に抑えたものの、5回3安打4四球4奪三振2失点の内容で敗戦投手となった。6度目の先発登板となった10月4日の読売ジャイアンツ戦で7回6安打無四死球7奪三振1失点（自責点0）と好投し、プロ初勝利を挙げた。この年は一軍で8試合に先発登板し、1勝4敗・防御率2.30を記録。オフに500万円増となる推定年俸1000万円で契約を更改した。
2012年はオープン戦で4試合・18回を投げて無失点と結果を残し、自身初めて開幕ローテーション入りを果たした。本拠地開幕戦となった4月4日の中日戦でシーズン初登板初先発となったが、打線の援護がなく、5回2失点で敗戦投手。その後も打線の援護に恵まれなかったが、5度目の先発登板となった5月6日の中日戦では、5回1/3を2失点でシーズン初勝利を挙げた。ただ、続く13日の阪神タイガース戦は65球中35球がボールと制球が定まらず、1回2/3を6失点でシーズン4敗目を喫し、無期限の二軍降格。7月8日の中日戦で約2か月ぶりの一軍先発登板となり、7回1/3を1失点と好投したものの、勝敗は付かなかった。7月終了時点では9試合の先発登板で1勝6敗・防御率4.53という成績であったが、8月以降は復調。好投しながら打線の援護に恵まれずに敗戦投手となる試合も少なくなかったが、9月7日の広島東洋カープ戦では9回3安打3四球4奪三振無失点の内容でプロ初完投初完封勝利を挙げた。この年は19試合の先発登板で4勝12敗・防御率3.67を記録。オフに800万円増となる推定年俸1800万円で契約を更改した。
2013年は開幕を二軍で迎えると、4月に腰痛を発症し、満足に練習に取り組めない日々が続いた。8月8日にリリーフとして出場選手登録されると、同11日の東京ヤクルトスワローズ戦で先発三嶋一輝の乱調により2回裏に3点差まで迫られ、なおも二死満塁という場面から国吉がシーズン初登板。このピンチを遊邪飛で切り抜けると、7回裏まで投げきり、5回1/3を3失点の好救援でシーズン初勝利を挙げた。8月18日の広島戦ではシーズン初先発となり、8回2失点の好投で勝利投手。ただ、続く同25日の巨人戦で6回を投げ、自己ワーストの15安打11失点と打ち込まれ、試合後には二軍降格を告げられた。降格後は右肩を痛めてシーズンを終え、秋季キャンプも不参加。この年は3試合（2先発）の登板で2勝1敗・防御率7.45という成績に終わり、オフに300万円減となる推定年俸1500万円で契約を更改した。
2014年は春季キャンプ・オープン戦で出遅れ、開幕を二軍で迎えた。5月8日に出場選手登録され、8試合のリリーフ登板で防御率1.46を記録すると、先発ローテーションの一角を担っていたギジェルモ・モスコーソが外国人枠の都合で6月1日に登録抹消となり、国吉が先発候補に浮上。同13日のオリックス・バファローズ戦でシーズン初先発となったが、4回7失点（自責点5）で敗戦投手となった。その後の2先発でも振るわず、6月30日に登録抹消。7月15日にリリーフとして再登録されると、勝ちパターンとして起用されるようになった。守護神の三上朋也が9月に入って疲労で調子を大きく落とすと、9月25日の阪神戦では1点リードの9回表に国吉が登板し、無失点に抑えてプロ初セーブ。この年は49試合（3先発）の登板で2勝3敗14ホールド2セーブ・防御率3.47を記録し、オフに1200万円増となる推定年俸2700万円で契約を更改した。
2015年はリリーフとしては自身初めて開幕一軍入り。勝ちパターンとして期待されたが、不調により4月9日に出場選手登録を抹消された。同24日に再登録されると、5月終了時点では16試合に登板し、2勝0敗1セーブ・防御率1.86を記録。ただ、6月は2敗を喫するなど失点が目立ち、7月1日の中日戦では打者5人に対して3四球を与え、2/3回を1失点（自責点0）で降板となり、翌2日に出場選手登録を抹消された。その後は8月に1週間ほど一軍へ昇格した期間があったものの、後半戦のほとんどは二軍で過ごし、この年は28試合の登板で3勝2敗1セーブ・防御率2.43という成績であった。11月の秋季キャンプではアレックス・ラミレス新監督に「自分には打者を絶対に抑えられるような変化球を投げられないので、長いイニングを投げた方が持ち味が出る」と先発希望を直訴。オフに300万円減となる推定年俸2400万円で契約を更改した。
2016年は先発へ転向し、イースタン・リーグでは9試合に登板し、2勝2敗・防御率3.09を記録すると、7月10日の巨人戦でシーズン初登板初先発となったものの、1回裏・2回裏と二死走者なしから失点。1回2/3を4安打3四球4失点で降板し、勝敗は付かなかったが、翌11日に出場選手登録を抹消された。この年の一軍登板は前述の1試合のみに終わり、オフに400万円減となる推定年俸2000万円で契約を更改した。
2017年は「フラットでやりたい。その状況に応じてどちらでもいけるように」と起用法にはこだわらない姿勢を示した。結果的にはリリーフに戻ることとなり、イースタン・リーグで10試合に登板し、防御率0.00を記録すると、6月3日に出場選手登録。4試合の登板で防御率2.25を記録するも、同25日に登録抹消となり、その後はイースタン・リーグで12試合に登板して自責点14と調子を落とし、そのまま二軍でシーズンを終えた。オフに300万円減となる推定年俸1700万円で契約を更改した。
2018年は3年ぶりに開幕一軍入りを果たしたが、4月6日の広島戦で打球が右ふくらはぎに直撃して緊急降板となり、翌7日に出場選手登録を抹消された。5月24日に再登録されると、同26日のヤクルト戦では同点の6回裏一死一・二塁の場面から、先発の濵口遥大をリリーフ。打者2人を打ち取り、4年ぶりのホールドを記録した。ただ、6月5日の埼玉西武ライオンズ戦での登板から3試合連続失点を喫し、同14日に登録抹消。7月3日に再登録されたが、2試合に登板したのみで同11日に出場選手登録を抹消された。その後は二軍調整が続いたものの、9月25日の広島戦で約2年ぶりの一軍先発登板。12連戦の5戦目で先発投手が足りないチーム事情があり、本人は「5イニングなんて4、5年投げていないですからね」と驚き、普段はデータを重視するラミレス監督も「これはフィーリング。ひらめきとしか言いようがない」と語った起用であったが、3回2/3を無失点に抑え、起用に応えた。翌26日に出場選手登録を抹消され、10月6日に再登録されたが、登板機会がないままシーズンを終えた。この年は13試合（1先発）の登板で0勝0敗1ホールド・防御率4.86という成績であり、オフに現状維持となる推定年俸1700万円で契約を更改。また、この年の7月に球団が業務提携を結んだABLの強豪チームであるキャンベラ・キャバルリーへの参戦を自ら希望し、フルシーズン（11月上旬から翌年1月末まで）参加した。
2019年は2年連続で開幕一軍入りを果たし、4月6日の巨人戦で3点リードの5回表から登板すると、自己最速の161km/hを計測するなど、2回1安打4奪三振無失点と好投し、約4年ぶりの白星を挙げた。同21日の広島戦ではオープナーとして先発するなど、希少なロングリリーバーとしての地位を築き、チームのレギュラーシーズン2位が確定したことで9月25日に出場選手登録を抹消されたが、この年は自己最多の53試合（1先発）に登板。7月は月間防御率5.56と振るわず、本人も「好不調はあったけど、一年間戦い抜けたのは自信になった」と振り返ったように、好不調の波はあったものの、69回1/3を投げて防御率4.80、5勝3敗9ホールドを記録した。阪神とのCSファーストステージでも2試合に登板し、オフに2700万円増となる推定年俸4400万円で契約を更改。併せて背番号が92に変更となることが発表された。
2020年は新型コロナウイルスの影響で120試合制の短縮シーズンとなり、開幕も6月19日に延期となったが、3年連続で開幕一軍入りを果たした。3度の4連投をこなすなど、フル回転していたが、10月31日の阪神戦で右手中指付近を気にする仕草を見せ、負傷降板。翌11月1日に出場選手登録を抹消され、そのままシーズンを終えたものの、この年は42試合の登板で3勝4敗10ホールド・防御率3.13を記録した。オフに1320万円増となる推定年俸5720万円で契約を更改した。
2021年は4年連続で開幕一軍入りを果たしたが、4月9日の阪神戦では1回5安打2四球6失点と乱調であり、翌10日に出場選手登録を抹消された。4月25日に再登録されるも、6月14日に登録抹消。18試合・29回2/3を投げ、1勝1敗・防御率5.16という成績であった。

### ロッテ時代
2021年6月14日に有吉優樹とのトレードで千葉ロッテマリーンズに移籍することが発表された。背番号はDeNA時代と同じ92。
移籍前から左脇腹のコンディション不良があり、リハビリを経て、7月24日の二軍戦で実戦復帰。東京オリンピックによるレギュラーシーズン中断期間で一軍に合流し、エキシビションマッチにも登板した。後半戦の開幕を一軍で迎えると、7回のセットアッパーに定着。移籍後は25試合の登板で2勝0敗17ホールド2セーブ・防御率1.44を記録し、チームがシーズン最終盤までリーグ優勝を争う原動力となった。CSでは東北楽天ゴールデンイーグルスとのファーストステージに2試合、オリックスとのファイナルステージに1試合登板。オフに2000万円増となる推定年俸7400万円で契約を更改した。
2022年は開幕を一軍で迎えたが、4月7日に出場選手登録を抹消された。その後は8月4日に再登録されるも、同24日に登録抹消。本人は「思うようにいかないことの方が多かったので、そこの課題を試合の中で修正できたらなと思いながらやっていたんですけど、なかなかそれがしっくりこずに、シーズン終盤までかかってしまった」と振り返り、10月2日に出場選手登録されるも、登板機会はなくシーズンを終え、この年は6試合の登板に終わった。オフに1400万円減となる推定年俸6000万円で契約を更改した。
2023年は開幕を二軍で迎えると、5月31日のファーム非公式戦での登板を最後に右ふくらはぎ痛で離脱し、7月6日の二軍戦で実戦復帰。イースタン・リーグでも28試合の登板で防御率6.03と振るわなかったが、9月18日に出場選手登録。ただ、同26日に発熱により特例2023で出場選手登録を抹消され、レギュラーシーズンでは3試合の登板に終わった。ポストシーズンでは10月19日に出場選手登録され、翌20日のオリックスとのCSファイナルステージ第3戦に3番手として登板し、2回無失点でホールドを記録した。オフに1000万円減となる推定年俸5000万円で契約を更改した。
2024年は2年ぶりに開幕を一軍で迎え、4月10日の西武戦で3年ぶりのセーブを挙げるなど、交流戦開始前の時点では14試合に登板し、2勝0敗4ホールド1セーブ・防御率3.07という成績であった。交流戦以降は無失点投球を続け、球団新記録となる24試合連続無失点を記録。9月17日の楽天戦で2失点（シーズン初黒星）を喫して記録が止まったものの、この年はシーズンを通して一軍に帯同し、41試合の登板で3勝1敗10ホールド1セーブ・防御率1.51と安定した投球を見せた。12月24日、2000万円増となる推定年俸7000万円で契約を更改した。

## 選手としての特徴
196cmの長身から投げ込む最速161km/hのストレートが武器。一軍登板が13試合にとどまった2018年シーズン終了後、オーストラリアに野球留学したことを機に「このままでは後がない、と思って。『自分の持ち味はなんだ』と考えていくうちに、力のあるストレートが投げ込めないと投球にならないと感じてました。筋トレ自体はやっていたつもりだったんですけど、やり方とか方法を色々見たりして。1からやり直すぐらいの気持ちで取り組みました」と常識破りの筋力トレーニングに取り組み、翌2019年シーズンに自己最速を計測した。
変化球については、2011年の支配下登録当初はスライダー・カーブ・フォークを投じていた。一軍登板が4試合に終わった2017年シーズン終了後、二軍投手コーチに就任した大家友和から秋季キャンプでカットボールとツーシームを伝授され、中でもカットボールは投げやすく、投球内容が激変した。一時はストレートとカットボールの投球割合がほぼ同じとなっていたが、2021年シーズン途中にロッテへ移籍となって以降は、カットボールの被打率がストレートより高いことから、カットボールの投球割合を少し減らしている。
コントロールに課題を抱えており、一時期はコントロール改善を目的に肘の位置を下げるフォーム変更を試したこともあった。本人は、前述のカットボール習得により「今まではストレートをコースに投げなければいけないという意識が強かったのですが、カットボールはストライクゾーンの中で動かしていけばいい。そういう意味ではストライクゾーンを広く見られるようになり、ストレートを投げるうえでもプラスになっています」と話し、さらに大家コーチとの出会いについて「大家さんは、ぼくみたいな大きい体でストライクゾーンに強い球を投げることはすごく難しい作業、それがある程度できていること自体がすごいことなんだ、と言ってくださいました。小さくまとまってゾーンの四隅に投げ込もうとするより、もっと大きく考えて、ゾーンの中に強くて速い球を投げ込めるという自分の長所を突き詰めていったほうがいいんじゃないかって。『こうしなきゃいけない』という言い方はしない。そこがすごく新しかった」とも話した。新しいボール、新しい考え方を教わったことで制球力が向上し、2019年シーズンは自己最多の53試合に登板した。

## 家族
祖父がアメリカ人であるクォーター。実父は沖縄県出身で、興南高等学校時代にバスケットボールの選手として名を馳せていた。
妻はタレントの桐山紗知。横浜入団後の2014年3月に結婚し、4児（一男三女）を授かった。

## 人物・エピソード
愛称は「クニ」。
DeNA3年目の2012年4月29日の中日戦（ナゴヤドーム）では、先発で登板しながら、2回裏が終了するまで友利結（当時は一軍投手コーチ）のユニフォームを着用した。自身のユニフォームを宿泊先のホテルに忘れたことや、友利の身長が192cmで自身の身長（196cm）と近いことによる。この時期までは2XLサイズの上着で間に合っていたが、2018年から積極的に取り組んでいる筋力トレーニングで体重が106kgにまで増えたため、2019年にストレートで161km/hを計測した時点では3XLサイズの上着しか身に付けられなくなっているという。

## 詳細情報

### 年度別投手成績
| 年 度      | 球 団      | 登 板 | 先 発 | 完 投 | 完 封 | 無 四 球 | 勝 利 | 敗 戦 | セ 丨 ブ | ホ 丨 ル ド | 勝 率 | 打 者 | 投 球 回 | 被 安 打 | 被 本 塁 打 | 与 四 球 | 敬 遠 | 与 死 球 | 奪 三 振 | 暴 投 | ボ 丨 ク | 失 点 | 自 責 点 | 防 御 率 | W H I P |
| ---------- | ---------- | ----- | ----- | ----- | ----- | -------- | ----- | ----- | -------- | ----------- | ----- | ----- | -------- | -------- | ----------- | -------- | ----- | -------- | -------- | ----- | -------- | ----- | -------- | -------- | ------- |
| 2011       | 横浜 DeNA  | 8     | 8     | 0     | 0     | 0        | 1     | 4     | 0        | 0           | .200  | 198   | 47.0     | 42       | 2           | 20       | 1     | 2        | 39       | 1     | 0        | 13    | 12       | 2.30     | 1.32    |
| 2012       | 横浜 DeNA  | 19    | 19    | 1     | 1     | 0        | 4     | 12    | 0        | 0           | .250  | 498   | 112.2    | 108      | 10          | 59       | 2     | 2        | 95       | 4     | 0        | 57    | 46       | 3.67     | 1.49    |
| 2013       | 横浜 DeNA  | 3     | 2     | 0     | 0     | 0        | 2     | 1     | 0        | 0           | .667  | 93    | 19.1     | 27       | 2           | 6        | 0     | 5        | 10       | 0     | 0        | 16    | 16       | 7.45     | 1.71    |
| 2014       | 横浜 DeNA  | 49    | 3     | 0     | 0     | 0        | 2     | 3     | 2        | 14          | .400  | 267   | 62.1     | 61       | 4           | 23       | 0     | 1        | 59       | 4     | 0        | 29    | 24       | 3.47     | 1.35    |
| 2015       | 横浜 DeNA  | 28    | 0     | 0     | 0     | 0        | 3     | 2     | 1        | 0           | .600  | 138   | 33.1     | 22       | 1           | 16       | 0     | 3        | 28       | 4     | 0        | 10    | 9        | 2.43     | 1.14    |
| 2016       | 横浜 DeNA  | 1     | 1     | 0     | 0     | 0        | 0     | 0     | 0        | 0           | ----  | 12    | 1.2      | 4        | 0           | 3        | 0     | 0        | 2        | 0     | 0        | 4     | 4        | 21.60    | 4.20    |
| 2017       | 横浜 DeNA  | 4     | 0     | 0     | 0     | 0        | 0     | 0     | 0        | 0           | ----  | 30    | 8.0      | 5        | 0           | 4        | 0     | 0        | 3        | 3     | 0        | 2     | 2        | 2.25     | 1.13    |
| 2018       | 横浜 DeNA  | 13    | 1     | 0     | 0     | 0        | 0     | 0     | 0        | 1           | ----  | 75    | 16.2     | 17       | 2           | 9        | 0     | 0        | 15       | 1     | 0        | 9     | 9        | 4.86     | 1.56    |
| 2019       | 横浜 DeNA  | 53    | 1     | 0     | 0     | 0        | 5     | 3     | 0        | 9           | .625  | 299   | 69.1     | 62       | 9           | 28       | 2     | 2        | 81       | 3     | 0        | 37    | 37       | 4.80     | 1.30    |
| 2020       | 横浜 DeNA  | 42    | 0     | 0     | 0     | 0        | 3     | 4     | 0        | 10          | .429  | 191   | 46.0     | 36       | 5           | 22       | 2     | 4        | 51       | 1     | 0        | 18    | 16       | 3.13     | 1.26    |
| 2021       | 横浜 DeNA  | 18    | 0     | 0     | 0     | 0        | 1     | 1     | 0        | 0           | .500  | 125   | 29.2     | 24       | 1           | 13       | 1     | 1        | 37       | 1     | 0        | 18    | 17       | 5.16     | 1.25    |
| 2021       | ロッテ     | 25    | 0     | 0     | 0     | 0        | 2     | 0     | 2        | 17          | 1.000 | 106   | 25.0     | 18       | 0           | 17       | 2     | 0        | 19       | 2     | 0        | 4     | 4        | 1.44     | 1.40    |
| '21計      | ロッテ     | 43    | 0     | 0     | 0     | 0        | 3     | 1     | 2        | 17          | .750  | 231   | 54.2     | 42       | 1           | 30       | 3     | 1        | 56       | 3     | 0        | 22    | 21       | 3.46     | 1.32    |
| 2022       | ロッテ     | 6     | 0     | 0     | 0     | 0        | 0     | 0     | 0        | 0           | ----  | 22    | 5.0      | 5        | 0           | 3        | 0     | 0        | 4        | 1     | 0        | 1     | 1        | 1.80     | 1.60    |
| 2023       | ロッテ     | 3     | 0     | 0     | 0     | 0        | 0     | 0     | 0        | 0           | ----  | 13    | 3.2      | 1        | 0           | 2        | 0     | 0        | 2        | 0     | 0        | 0     | 0        | 0.00     | 0.82    |
| 2024       | ロッテ     | 41    | 0     | 0     | 0     | 0        | 3     | 1     | 1        | 10          | .750  | 165   | 41.2     | 31       | 2           | 12       | 2     | 3        | 21       | 1     | 0        | 7     | 7        | 1.51     | 1.03    |
| 通算：14年 | 通算：14年 | 313   | 35    | 1     | 1     | 0        | 26    | 31    | 6        | 61          | .456  | 2232  | 521.1    | 463      | 38          | 237      | 12    | 23       | 466      | 26    | 0        | 225   | 204      | 3.52     | 1.34    |

- 2024年度シーズン終了時
- 横浜（横浜ベイスターズ）は、2012年にDeNA（横浜DeNAベイスターズ）に球団名を変更

### 年度別守備成績
| 年 度     | 球 団     | 投手  | 投手  | 投手  | 投手  | 投手  | 投手     |
| 年 度     | 球 団     | 試 合 | 刺 殺 | 補 殺 | 失 策 | 併 殺 | 守 備 率 |
| --------- | --------- | ----- | ----- | ----- | ----- | ----- | -------- |
| 2011      | 横浜 DeNA | 8     | 2     | 5     | 1     | 0     | .875     |
| 2012      | 横浜 DeNA | 19    | 6     | 24    | 2     | 3     | .938     |
| 2013      | 横浜 DeNA | 3     | 2     | 3     | 0     | 0     | 1.000    |
| 2014      | 横浜 DeNA | 49    | 4     | 11    | 0     | 0     | 1.000    |
| 2015      | 横浜 DeNA | 28    | 1     | 3     | 0     | 1     | 1.000    |
| 2016      | 横浜 DeNA | 1     | 0     | 1     | 0     | 0     | 1.000    |
| 2017      | 横浜 DeNA | 4     | 0     | 2     | 0     | 1     | 1.000    |
| 2018      | 横浜 DeNA | 13    | 1     | 4     | 0     | 0     | 1.000    |
| 2019      | 横浜 DeNA | 53    | 5     | 10    | 0     | 1     | 1.000    |
| 2020      | 横浜 DeNA | 42    | 3     | 5     | 1     | 1     | .889     |
| 2021      | 横浜 DeNA | 18    | 1     | 2     | 1     | 0     | .750     |
| 2021      | ロッテ    | 25    | 0     | 8     | 0     | 1     | 1.000    |
| '21計     | ロッテ    | 43    | 1     | 10    | 1     | 1     | .917     |
| 2022      | ロッテ    | 6     | 0     | 1     | 0     | 0     | 1.000    |
| 2023      | ロッテ    | 3     | 0     | 1     | 0     | 0     | 1.000    |
| 2024      | ロッテ    | 41    | 4     | 7     | 0     | 0     | 1.000    |
| 通算 14年 | 通算 14年 | 313   | 29    | 87    | 5     | 8     | .959     |

- 2024年度シーズン終了時

### 記録
初記録
投手記録
- 初登板・初先発：2011年8月27日、対中日ドラゴンズ18回戦（横浜スタジアム）、5回2失点で敗戦投手[21]
- 初奪三振：同上、1回表に平田良介から空振り三振
- 初勝利・初先発勝利：2011年10月4日、対読売ジャイアンツ21回戦（東京ドーム）、7回1失点（自責点0）[23]
- 初完投勝利・初完封勝利：2012年9月7日、対広島東洋カープ19回戦（MAZDA Zoom-Zoom スタジアム広島）3被安打[39]
- 初ホールド：2014年5月28日、対福岡ソフトバンクホークス1回戦（横浜スタジアム）、6回表に2番手で救援登板、2回1/3を無失点[187]
- 初セーブ：2014年9月25日、対阪神タイガース22回戦（横浜スタジアム）、9回表に5番手で救援登板・完了、1回無失点[62]

打撃記録
- 初打席：2011年8月27日、対中日ドラゴンズ18回戦（横浜スタジアム）、吉見一起から三振
- 初安打：2012年8月31日、対読売ジャイアンツ17回戦（東京ドーム）、3回表に小山雄輝から右前安打
- 初打点：2013年8月18日、対広島東洋カープ18回戦（横浜スタジアム）、4回裏に中﨑翔太から左前適時打

その他の記録
- 同一年に2球団で勝利 ※2019年の古川侑利以来2年ぶり、史上11人目。同一球団相手の勝利に限ると、1948年の林直明以来73年ぶり[188]
  - 2021年5月28日、対東北楽天ゴールデンイーグルス1回戦（楽天生命パーク宮城）、4回裏二死から2番手で救援登板、1回2/3を無失点で勝利投手（横浜DeNAベイスターズ時代）
  - 2021年8月27日、対東北楽天ゴールデンイーグルス16回戦（楽天生命パーク宮城）、7回裏に2番手で救援登板、1回無失点で勝利投手（千葉ロッテマリーンズ時代）
- 連続試合無失点：2024年、24試合 ※ロッテ球団記録[173]

### 背番号
- 111（2010年 - 2011年7月28日）
- 65（2011年7月29日 - 2019年）
- 92（2020年 - ）

### 登場曲
- 「Everybody Go」Kis-My-Ft2（2012年 - 2013年8月）
- 「Bring Out the Bottles」Redfoo（2013年8月 - 2013年）
- 「I'm All Yours」Jay Sean ft. Pitbull（2014年 - 2017年）
- 「紅蓮の弓矢」Linked Horizon（2018年 - ）